# 吳恆 (1956年)
吴恒（1956年—），湖北黄梅人，汉族，中华人民共和国政治人物、第十一届全国人民代表大会广西地区代表。

## 生平
毕业于中国科学院地质研究所环境工程地质专业，是中共党员。2008年，担任全国人大教育科学文化卫生委员会副主任委员。2018年2月24日，当选为第十三届全国人大代表。